# M'esperaràs?
M’esperaràs? és una pel·lícula valenciana de comèdia romàntica rodada en versió original en valencià i dirigida per Carles Alberola, amb música d'Arnau Bataller i produïda per À Punt i l'Institut Valencià de Cultura. Està basada en l'obra teatre homònima del propi Alberola i fou protagonitzada pels mateixos actors de l’obra de teatre.

## Argument
Un dia 25 d'abril, al barri valencià de Mussafa, la parella formada per Jaume i Raquel organitzen un sopar a cegues amb el seu amic Rubén, neuròtic i depressiu, recentment separat i que creu que té mala astruga amb les dones. En el sopar li presenten Pilar, qui posarà del revés la vida dels tres altres protagonistes i els demostrarà que mai és tard per tornar a començar.

## Repartiment
- Carles Alberola - Rubén
- Cristina García - Raquel
- Alfred Picó - Jaume
- Rebeca Valls - Pilar

## Producció
Amb un pressupost aproximat d'uns 400.000 d'euros, el 80 % de l'acció esdevé a l'apartament al barri de Russafa. Les altres localitzacions es troben a l'avinguda de Blasco Ibáñez, el barri de Russafa i la Facultat de Filologia, Comunicació i Traducció de la Universitat de València. La seva estrena es va produir al Palau de la Música de València durant la inauguració de la XXXIII edició de la Mostra de València i posteriorment es va projectar al Festival Internacional de Cinema de Chicago, al Festival Internacional del Brasil i al Som Cinema de Lleida, sempre en versió original i amb subtítols allà on el valencià no sigui comprensible. El 2019 fou estrenada a Barcelona.

## Reconeixements
En la 1a edició dels Premis de l'Audiovisual Valencià fou nominada als premis al millor so, al millor actor, i al millor llargmetratge de ficció.